# فلیتویک
longitudeفلیتویکlatitudeفلیتویک
فلیتویک (به انگلیسی: Flitwick) یک شهرک در بریتانیا است که در انگلستان واقع شده‌است.

## خصوصیات
فلیتویک ۱۲٬۷۰۰ نفر جمعیت دارد.